# ニュルニュル語
ニュルニュル語（ニュルニュルご、英: Nyulnyul）は、かつて西オーストラリア州のニュルニュル族によって話されていたオーストラリア諸語に属する言語である。
メアリー・カーメル・チャールズが西オーストラリア州におけるニュルニュル語の最後の流暢な話者として記録されている。

## 分類
ニュルニュル語はBardi語、Jawi語、ジャビルジャビル語、Nimanburru語と非常に近縁であり、相互理解可能性を持つ。これらの言語は全てオーストラリア北部の非パマ・ニュンガン語族、ニュルニュラン語族の一派である西部ニュルニュラン語派に属する。Ngumbarl語も西部語派に属する可能性があるが、BowernはDaisy BatesとBillingeeの記録に基づきこの言語は東部語派に属すると主張している。話者たちはこれらの言語は全て別個であると考えている。